# Bodziec proksymalny
Bodziec proksymalny – bodziec, który pojawia się w bezpośrednim kontakcie bodźca dystalnego ze zmysłem. Jeśli patrzę na chmury, to chmury są bodźcami dystalnymi, ich obraz na siatkówce oka to bodziec proksymalny.
Bodziec proksymalny pojawia się we wszystkich zmysłach – kontaktowych (dotyk, smak) i działających na dystans (wzrok, węch, słuch). Bodziec proksymalny jest mocno zniekształcony zarówno w stosunku do rzeczywistego bodźca (bodźca dystalnego) i w stosunku do spostrzeżenia. Na przykład obraz bodźców dystalnych na siatkówce oka jest: odwrócony góra-dół, przekręcony prawo-lewo, pomniejszony, wykrzywiony (siatkówka oka jest krzywą powierzchnią), ziarnisty (siatkówka składa się z receptorów, które nie są idealnie dopasowane), zniekształcony (siatkówka nie jest idealną powierzchnią), ruchomy (oko porusza się), zamazany (ze względu na budowę siatkówki oka).
Obraz, który mózg tworzy podczas spostrzegania jest złożoną interpretacją bodźca proksymalnego. W tej interpretacji wykorzystywany jest szereg danych, zakodowany w pamięci długotrwałej. Bez owych dodatkowych danych spostrzeżenie byłoby zupełnie niezrozumiałe. Przypuszcza się w związku z tym, że osoby pozbawione danych pamięciowych (np. nowo narodzone dzieci) spostrzegają świat takim, jaki widzą ich oczy, czyli jest to świat odwrócony, zamazany, ruchomy itp.